# Cementerio municipal de Guadalajara
El cementerio municipal de Guadalajara es un camposanto de la ciudad española de Guadalajara, en Castilla-La Mancha.

## Ubicación
El cementerio municipal es una isla urbana rodeada de viales que se sitúa en la calle Dos de Mayo n.º 3, al noroeste de la ciudad de Guadalajara. El cementerio actual es fruto de una serie de ampliaciones llevadas a cabo desde el siglo XIX. Los patios de Nuestra Señora de la Antigua, Nuestra Señora de la Soledad y Santa Ana son espacios de finales del siglo XIX y principios del XX caracterizados por conservar un buen número de mausoleos de alto valor arquitectónico y el ambiente propio de un camposanto del Romanticismo. Estos patios se ubican en el ángulo suroeste del cementerio y ocupan una extensión cercana a los 20 000 m².

## Historia y descripción
El espacio en el que se sitúa el cementerio ya fue utilizado como tal durante la Edad Media. Durante la excavación de las tumbas de José Julio de la Fuente en 1885, de los hermanos Sáenz en la misma década, y de los Marqueses de Villamejor en 1896, se descubrieron bóvedas de ladrillo con restos óseos en su interior. A comienzos del siglo XXI, arqueólogos habrían exhumado varias decenas de enterramientos medievales que pertenecerían a la comunidad andalusí y mudéjar. Además, fuentes históricas sitúan la judería en esta zona por lo que su cementerio también podría situarse en las cercanías.
En la Guadalajara moderna los enterramientos se situaron intramuros: la huerta de Santo Domingo, el haza de la ‘Lanteja’ y las plazuelas de San Gil y San Andrés, aparte del interior de las iglesias. Con la llegada de la Ilustración estos espacios empiezan a verse como insalubres y peligrosas fuentes de contagio de enfermedades. En 1787, Carlos III prohibió la inhumación dentro de templos, con la excepción de casos especiales, y dispuso la construcción de cementerios fuera de las poblaciones. Esta y otras normas tuvieron escaso cumplimiento y Carlos IV debió reiterarlas en 1804.
En este contexto se producen las primeras iniciativas para construir el cementerio de Guadalajara. En 1814 el Pleno de Ayuntamiento abordó la necesidad de su creación. Sin embargo, habrá que esperar a 1838 para que se apruebe un “plan y condiciones” para su construcción, proyecto que será finalmente ejecutado en 1840. Este primer recinto, que recibirá posteriormente el nombre de patio de Nuestra Señora de la Antigua, es un cuadrilátero de unos 70 m de lado con acceso por el este. En su fachada oeste se encontraban una capilla y galerías para nichos, ampliados progresivamente a partir de 1860 hasta cerrar prácticamente las fachadas laterales, pero que fueron demolidas por su mal estado de conservación en 1935.
Con la aparición del Romanticismo se recuperó el gusto por las tumbas y mausoleos que perpetuasen la memoria de los fallecidos. Las élites burguesas de Guadalajara demandaron nuevos espacios y en 1882 se produjo la primera ampliación, conocida como patio de Nuestra Señora de la Soledad, que supuso duplicar el espacio disponible. También se promovió la renovación de la fachada este y su acceso para hacerla más monumental. Se proyectó un cerramiento de reja ricamente decorada, en el centro de la cual se situó una capilla y, en los extremos, dos edificios destinados a viviendas y a depósito de cadáveres, en estilo neomudéjar. El proyecto para la segunda ampliación se presentó en 1896. De nuevo supuso duplicar la superficie del cementerio.
Este patio recibe el nombre de Santa Ana en honor a la marquesa de Villamejor que participó en la adquisición del terreno. La siguiente ampliación es de 1927, e incluyó la reserva de un espacio para cementerio civil, separado mediante un muro que será demolido o reconstruido al ritmo de la cambiante política del siglo XX. Seguirán realizándose nuevas ampliaciones hasta llegar a las dimensiones actuales del cementerio con sus siete patios y varios accesos.
En su interior se conservan mausoleos y tumbas de delicada factura, realizados a partir de finales del XIX. Destaca el monumental mausoleo de los marqueses de Villamejor, que comenzó su construcción en 1896 sobre un proyecto de Manuel Medrano Huetos, el arquitecto alcarreño más destacado de la época. De cuidada arquitectura también son los de la familia Chávarri (1899), el de Josefa Corrido de Gaona (1894), el de la familia Ripollés Calvo (1893) o el panteón de los condes de Romanones, obra de grandes dimensiones construida en 1953. Son de destacar también otros ejemplos de arquitecturas más reducidas pero adornados con escultura o forja de gran calidad. Es el caso del de la familia de Francisco Cuesta (1913), de diseño racionalista en la que se sitúa una escultura en mármol representando a tres difuntos que atraviesan un umbral dirigidos por la Muerte, obra del escultor Manuel Garnelo (Montilla, 1878-Loja, 1941); o el de la familia Miguel Sobrino Senen (1917) que exhibe un interesante relieve modernista en bronce; y el de la familia Jiménez Eguino (1893) en el que se sitúa una copia del conocido ángel de Oneto, escultura muy popular es estos años.
Cabe destacar la conservación de varios escudos heráldicos en algunos panteones con más de cien años de antigüedad, que tienen la consideración de bien de interés cultural según Decreto 571/1963 de 14 de marzo. El resto de enterramientos, aun siendo más sencillos, son imprescindibles para conservar el ambiente del cementerio de finales del XIX y principios del XX, así como los de aquellos personajes ilustres para la ciudad y provincia de Guadalajara: Mayoral y Medina, Fernández Iparraguirre, Layna Serrano, José Julio de la Fuente o Guitián Revuelta, entre otros. Sobresale el cerramiento de reja decorada que delimita esta parte del cementerio, así como la capilla, las viviendas del guarda y del capellán, el depósito de cadáveres, la sala de autopsias, y el arco de paso realizados a finales del siglo XIX en estilo neomudéjar.
Los edificios auxiliares, la capilla, vivienda y depósito de cadáveres, así como los cerramientos de reja de la primera y segunda ampliación mantienen su aspecto exterior sin haber sufrido alteraciones reseñables. En cuanto a las tumbas y mausoleos, su estado de conservación es dispar. Se ha producido la rotura de algunos elementos, o deterioro de la piedra por humedades procedentes del terreno pero en general el estado general es bueno.

## Estatus patrimonial
El 12 de septiembre de 2017 se incoó expediente para la declaración como bien de interés patrimonial, con la categoría de construcción de interés patrimonial, de los patios de Nuestra Señora de la Antigua, Nuestra Señora de la Soledad y Santa Ana, mediante una resolución publicada el 5 de octubre de ese mismo año en el Diario Oficial de Castilla-La Mancha.
El expediente incoado expone que deberían conservarse íntegramente y sin modificaciones los siguientes panteones y sepulcros debido a su interés histórico-arquitectónico: condes de Romanones y Francisco Layna Serrano (patio de Nuestra Señora De La Antigua); Cándida Hompanera, familia Jiménez Eguino, Josefa Corrido de Gaona, Hermanos Arroyo, familia Trinchan y Martín, José Casamitjana, familia Chavarri, Miguel Sobrino Senén, familia Iparraguirre y Cano, Adela Sabater, Magdalena Loira, Santiago Vázquez y Narcisa Gibaja, José Julio de La Fuente, Miguel Mayoral y Medina, Nicolás Ugarte, Dolores Sáenz de Tejada, Laureano Saldaña Martín, Juana Melgar Chicharro, Manuel González Hierro, Eduardo Guitián Revuelta, familia López Palacios, familia Ripollés Calvo, familia Molero, Francisca Sancho, Raimundo Lamparero, Familia de Sáenz, Benito Sáenz de Tejada, Eduardo Pacios, Emilio Pérez Esteban, Antonia Peláez Alapont, Ulpiana Caballero (patio de Nuestra Señora De La Soledad); marqueses de Villamejor, familia Escribano, Mª Luisa García Gamboa y familia Cuesta (patio de Santa Ana).